# Albert von der Möhlen († 1480)
Albert von der Möhlen († 1480) war ein Schlossherr, Hauptmann, Ratsherr und Bürgermeister der Hansestadt Lüneburg. Er leitete 1454 eine einjährige Delegation der Stadt Lüneburg nach Rom.

## Leben
Albert stammte aus der alten, angesehenen Lüneburger Ratsfamilie von der Möhlen. Er wurde 1446 Ratsherr und 1453 Bürgermeister von Lüneburg. Er war Inhaber des Schlosses Winsen und Hauptmann von Lüdershausen. Er wurde belehnt auf Reppenstedt, Putensen (1471), Iddensen, Fachenfelde und Papenower. Er heiratete 1436 Gebbeke von Grönhagen († 1480), Erbin von Kirchgellersen, welche zuvor am 29. Februar 1420 Hans Rese († 3. Februar 1431) geheiratet hatte und Tochter des Sülfmeisters Gevehard (Gebhardus I.) war.
Eine genaue Verwandtschaft zu Albert von der Möhlen I. oder Albert von der Möhlen V. lässt sich nicht rekonstruieren.

## Delegation nach Rom
Albert von der Möhlen leitete im Frühjahr 1454 eine einjährige Delegation der Stadt Lüneburg nach Rom. Als rechtskundig und einer der bedeutendsten Staatsmänner der Stadt sollte er bei der Kurie um Verständnis für die Maßnahmen des Rates werben und einen für Lüneburg günstigen Schiedsspruch erlangen. Dazu wurde von der Möhlen auch zu einer Audienz beim Papst selbst vorgelassen. Um das Auftreten des heren Alberdes möglichst eindrucksvoll zu gestalten, wurde er deshalb besonders ausstaffiert. An Kosten wurde nicht gespart, etwa vor des heren hermelen voder (Hermelin-Futter) und bremelse (Verbrämung/Pelzbesatz) under synen hoiken (Mantel) sowie vor enen beverhod (Biberhut) und hanschen, und die bestritten, wie überhaupt die Reisekosten für dieses aufwendige und gefahrvolle Unternehmen, Albert und seine Gefährten aus eigener Tasche. Wie gefährlich diese Reisen tatsächlich waren, das erfuhren nicht nur Albert, sondern bei späteren Entsendungen zum Papst auch die Vertreter der Stadt Braunschweig, darunter Thidericus Fritze, die überfallen und ihrer nicht eben geringen Barschaften beraubt wurden. Solche Barschaften waren auch schon Fricke van Twedorps Vorgängern beider Seiten in reichlichem Maße für Gebühren, „Handsalben“ und „Geschenke“ mitgegeben worden, womit sie ihre diplomatische Vorarbeit bei den kurialen Instanzen unterstützten. Fricke selbst hatte 100 Gulden mitgenommen. Weitere 72 Gulden wurden ihm nachgesandt – derartige Bemühungen mussten stets teuer erkauft werden. Im Gegensatz zu Alberts Mission, der sich in Rom nur hatte übel beleidigen lassen müssen, war van Twedorps Unternehmen von Erfolg gekrönt, denn am 24. Februar 1415 konnte er die vom Papst „vermöge unserer apostolischen Autorität“ ausgestellte Stiftungsurkunde zweier Schulen entgegennehmen.